# 陳彬 (光緒進士)
陳彬，甘肅省蘭州府皋蘭縣人，清朝政治人物、同進士出身。
光緒六年（1880年），参加庚辰科殿試，登進士三甲第134名。同年五月，授內閣中書。